# Penela
Penela (pɨnɛlɐ) è un comune portoghese di 6 594 abitanti situato nel distretto di Coimbra.

## Monumenti e luoghi d'interesse
- Castello, costruito a metà del XII secolo
- Chiesa di San Michele

## Società

### Evoluzione demografica
| Popolazione di Penela (1801 – 2004) | Popolazione di Penela (1801 – 2004) | Popolazione di Penela (1801 – 2004) | Popolazione di Penela (1801 – 2004) | Popolazione di Penela (1801 – 2004) | Popolazione di Penela (1801 – 2004) | Popolazione di Penela (1801 – 2004) | Popolazione di Penela (1801 – 2004) | Popolazione di Penela (1801 – 2004) |
| ----------------------------------- | ----------------------------------- | ----------------------------------- | ----------------------------------- | ----------------------------------- | ----------------------------------- | ----------------------------------- | ----------------------------------- | ----------------------------------- |
| 1801                                | 1849                                | 1900                                | 1930                                | 1960                                | 1981                                | 1991                                | 2001                                | 2004                                |
| 6893                                | 7671                                | 9954                                | 10754                               | 9438                                | 8023                                | 6919                                | 6594                                | 6421                                |

## Freguesias
- Cumeeira
- Espinhal
- Podentes
- São Miguel, Santa Eufémia e Rabaçal

## Amministrazione

### Gemellaggi
- Morcone